# Laocoonte

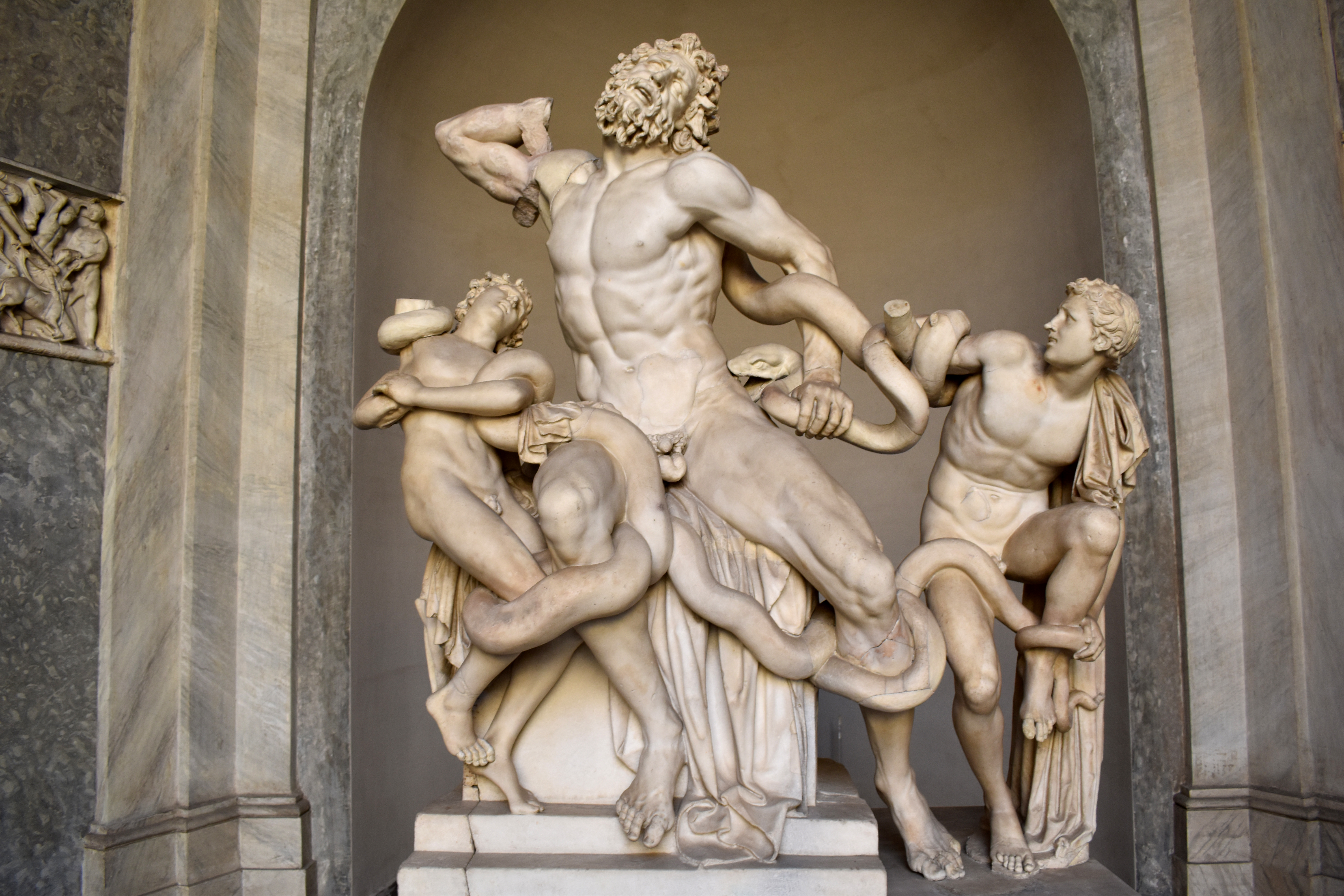
Grupo escultórico El Laocoonte y sus hijos es una obra hecha por los escultores Atenodoro, Polidoro y Agesandro, de la escuela de Rodas.

Laocoonte (en griego Λαοκόων Laokóōn) es un personaje de la mitología griega que aparece en el ciclo épico. Era sacerdote de Apolo Timbreo en Troya. Unos autores lo hacen hijo de Acetes, otros de Capis. y según otros era sacerdote de Poseidón e hijo de Antenor. La historia de Laocoonte fue el tema de una tragedia, hoy perdida, de Sófocles y lo mencionaron otros escritores griegos.

## Mitología
Laocoonte, hijo de Capis y hermano de Anquises, era sacerdote de Apolo, pero en contra de la voluntad de Apolo se casó y tuvo hijos. Por las circunstancias estaba oficiando un sacrificio a Poseidón en la costa. Cuando se presentó la oportunidad, Apolo envió dos serpientes desde Ténedos sobre las olas del mar para matar a sus dos hijos Antifantes y Timbreo. Cuando Laocoonte intentó ofrecerles ayuda, las serpientes le mataron también a él en su abrazo. Estaba casado con Antíopa.[cita requerida] Tzetzes dice que Porceo o Porcis y Caribea son los nombres de las serpientes que navegaron desde las islas Calidnas hasta Troya para destruir a los hijos de Laocoonte en el templo de Apolo Timbreo y que este acontecimiento fue interpretado como una señal que predeciría la caída de Ilio. La versión más célebre de los acontecimientos aparece en la Eneida de Virgilio, donde Laocoonte era sacerdote de Poseidón (Neptuno), y donde se explica que el castigo de las serpientes se produjo después de que Laocoonte intentase exponer el engaño del caballo de Troya, golpeándolo con una lanza.
Quinto de Esmirna da otra versión. Atenea, enfadada con Laocoonte y con los troyanos, hizo temblar la tierra alrededor de los pies de Laocoonte y le cegó dolorosamente. Los troyanos, al ver esto, supusieron que Laocoonte había sido castigado por los troyanos por mutilar y dudar de Sinón, el soldado griego encubierto enviado para convencer a los troyanos de que le dejaran a él y al caballo entrar en las murallas de su ciudad. Así, los troyanos introdujeron el gran caballo de madera. Laocoonte no cejó en su empeño de convencer a los troyanos de que quemaran el caballo. La misma fuente dice que Atenea, más irritada aún, envió a las serpientes marinas, gigantes en tamaño.
De acuerdo a Euforión, Laocoonte fue castigado por haber procreado en un recinto sagrado de Poseidón. La mala suerte hizo que los troyanos malinterpretaran su muerte como un castigo por golpear al caballo con una lanza, que introdujeron en la ciudad con consecuencias desastrosas. En la versión de Sófocles, sin embargo, era un sacerdote de Apolo que debería haber sido célibe, pero se había casado. Las serpientes mataron sólo a los dos hijos, dejando con vida al propio Laocoonte para que sufriera. Otros dicen que fue asesinado por haber cometido una impiedad al hacer el amor con su esposa en presencia de una imagen de culto en un santuario o simplemente por haber oficiado un sacrificio en el templo con su esposa presente.
Laocoonte pronuncia la famosa frase Timeo Danaos et dona ferentes «(Desconfío de los dánaos (griegos) incluso cuando traen regalos»), alertando a los troyanos de que podría ser una trampa, que dentro del caballo podía haber tropas aqueas y sugirió quemarlo, pero los troyanos no le hicieron caso. En su osadía lanzó palos en llamas para tratar de quemar el caballo de madera, en ese momento dos grandes serpientes mandadas por Atenea, Caribea y Porce, emergen de las aguas y devoran a sus hijos. Angustiado, se lanza a luchar contra las serpientes y también resulta devorado.
De la tradición de Virgilio se desprende que el castigo de Laocoonte se debe a la profanación que supone tratar de destruir un regalo a la deidad, razón por la cual nadie le creyó. Otra tradición distinta dice que Laocoonte había roto la prohibición de Apolo al casarse y tener hijos. Otra fuente añade que Laocoonte habría profanado la imagen de Febo, cuando se unió en himeneo delante de la imagen.

## Representaciones en el arte

### El conjunto escultórico helenístico
La obra representaba sobre todo todas las características del canon helenístico. En primer lugar, la copia está tallada en mármol. La obra original era de bronce y se realizó mediante la técnica de la cera perdida. Hay una exageración en la forma del cuerpo, tal y como se puede ver en la posición del cuello de Laocoonte siendo atacado por la serpiente y la de sus brazos intentando evitarla. Al revés que en el estilo clásico que basaba sus obras en la neutralidad facial, esta obra está dotada de una expresividad muy realzada, pues la expresión de Laocoonte recuerda cómo se aferra a la vida y el traspaso de la vida a la muerte. El grupo escultórico presenta una captura del movimiento en forma de triángulo. Se utiliza el escorzo para dar profundidad a la figura. La escultura es un momento crítico, un clímax en la temática, cogida directamente del mito. Las diferentes piezas encajan en armonía y fluidez. 
El conjunto escultórico del Laocoonte pertenece a la escuela de Rodas. Sus autores fueron Agesandro, Polidoro y Atenodoro. Mide 2,42 m y actualmente se halla expuesta en los Museos Vaticanos.
Cuando la escultura se descubrió en 1506 fue adquirida para el papa Julio II. Le faltaba el brazo derecho, por lo que se hizo un nuevo brazo en posición extendida. Sin embargo, cuando en 1957 se descubrió el brazo original, estaba doblado, precisamente en la posición que Miguel Ángel había propuesto para la reconstrucción.

### El cuadro del Greco

Es un óleo sobre lienzo de 1609, la época final de El Greco. Representa en primer plano la violenta escena de la muerte de Laocoonte y sus hijos, y en la lejanía, un caballo dirigiéndose a la ciudad de Troya, para la que se sirve del paisaje urbano de Toledo. 
Se conserva en la Galería Nacional de Arte de Washington.

## Eponimia
El asteroide 3240 recibió el nombre en inglés de este personaje mitológico: «Laocoon».